# Chimarra aterrima
Chimarra aterrima là một loài Trichoptera trong họ Philopotamidae. Chúng phân bố ở miền Tân bắc.